# 俄罗斯对乌克兰平民的导弹袭击
2022年俄羅斯入侵烏克蘭之后，俄罗斯通过发射导弹对乌克兰境内目标进行打击。俄軍往往聲稱是針對軍事目標，但事後的影像與證詞均顯示，有包含民用建築與平民受損傷的紀錄。調查報告指主要袭击途径有多種，有弹道导弹、潜射巡航导弹、战略轰炸机发射巡航导弹、自杀式无人机。

## 袭击行动
| 时间          | 事件                             | 袭击所用武器                        |
| ------------- | -------------------------------- | ----------------------------------- |
| 2022年3月6日  | 2022年文尼察袭击                 | 火箭弹                              |
| 2022年4月8日  | 克拉马托尔斯克火车站空袭         | OTR-21“圆点”战术弹道导弹            |
| 2022年6月27日 | 2022年克雷門丘克導彈襲擊         | 圖-22M轟炸機发射的Kh22导弹          |
| 2022年7月14日 | 2022年7月文尼察導彈襲擊          | 基洛级潜艇发射的3M-54“口径”巡航导弹 |
| 2022年8月24日 | 第聂伯罗彼得罗夫斯克州火车站空袭 | 火箭弹                              |

2022年4月8日，克拉马托尔斯克火车站空袭，位于乌克兰顿涅茨克州克拉马托尔斯克市的火车站遭到俄军空袭。根据报道，空袭造成59人死亡，109人受伤。
6月27日，2022年克雷門丘克導彈襲擊：根据乌克兰武装部队称，俄罗斯图-22M轰炸机发射的Kh22导弹，击中了波尔塔瓦州克雷門丘克市中心Amstor购物中心和克列缅丘格公路机械厂，造成20人死亡，56人受伤。
7月14日2022年7月文尼察导弹袭击：据乌克兰当局称，俄罗斯武装部队从黑海的一艘潜艇上发射了四枚口径巡航导弹，其中两枚击中文尼察的民用建筑，造成至少24人死亡，其中包括3名儿童，至少202人受伤。
2022年8月24日，第聂伯罗彼得罗夫斯克州火车站空袭，位于乌克兰第聂伯罗彼得罗夫斯克州的一个火车站遭到俄罗斯军队的火箭弹袭击。截至2022年8月25日，本次袭击已造成25人死亡，31人受伤。

## 伤亡
| 袭击                             | 死亡 | 受伤 |
| -------------------------------- | ---- | ---- |
| 2022年3月文尼察袭击              | 10   | 6    |
| 克拉马托尔斯克火车站空袭         | 59   | 109  |
| 2022年克雷門丘克導彈襲擊         | 20   | 56   |
| 2022年7月文尼察导弹袭击          | 24   | 202  |
| 第聂伯罗彼得罗夫斯克州火车站空袭 | 25   | 31   |

联合国乌克兰人权监测团核实的伤亡总数为至少77名平民死亡，272人受伤（2022.10.10-2022.11.25）。